# ТЕС Нью-Плімут
ТЕС Нью-Плімут – колишня теплова електростанція на Північному острові Нової Зеландії.
Будівництво ТЕС почалось в 1968-му, а у 1974 – 1976 роках на майданчику станції ввели в дію п’ять однотипних конденсаційних енергоблоків, кожен з яких мав парову турбіну потужністю 120 МВт. Офіційне відкриття станції припало на 1977 рік.
ТЕС пропрацювала чотири десятиліття, проте в 2007 – 2008 роках прийняли рішення закрити її з урахуванням виявлення в конструкціях шкідливого асбесту (та на тлі розвитку відновлюваної енергетики, що зменшувало попит на енергію з викопного палива).
Первісно ТЕС розраховували на спалювання вугілля. Втім, прийняття рішення про розробку газового родовища Капуні, а потім і виявлення родовища Мауї призвели до зміни основного палива на блокитний газ. Також станція споживала паливну нафту (первісно активно використовувалась на етапі розпалювання котлів). Блакитне паливо надходило по трубопроводу Капуні – Нью-Плімут, а з кінця 1970-х цю функцію перебрав на себе газопровід Мауї. В 1993-му сюди також вивели газопровід Вайхапа – Нью-Плімут.
Для видалення продуктів згоряння призначався димар заввишки 198 метрів.
Для охолодження використовували морську воду.